# Johann Castillon
Johann Castillon ou Giovanni Francesco Salvemini de Castillon (nascido Giovanni Francesco Mauro Melchiorre Salvemini; Castiglion Fiorentino, Toscana, 15 de janeiro de 1708 – Berlim, 11 de outubro de 1791) foi um matemático e filósofo italiano.

## Formação e carreira
Giovanni Salvemini estudou matemática em Pisa e foi então para a Suíça, onde mudou seu nome. Lecionou em Lausanne e Berna. Em 1751 foi para a Universidade de Utrecht, a fim de lecionar matemática e astronomia. Obteve em 1754 uma posição de doutor em Utrecht e foi em 1755 professor. Três anos depois foi reitor da universidade. Em 1764 foi para Berlim, onde foi no ano seguinte primeiro astrônomo do Observatório de Berlim. Suas duas primeiras publicações versaram sobre a cardioide, termo cunhado por ele. Também trabalhou com cônicas e equações quadráticas. Castillon publicou as correspondências entre Gottfried Wilhelm Leibniz e Johann Bernoulli, editou obras de Leonhard Euler e publicou um comentário sobre a Arithmetica Universalis de Isaac Newton. Em 1753 foi eleito membro da Royal Society e também da Academia de Ciências de Göttingen e em 1755 da Academia de Ciências da Prússia. O único de seus filhos que sobreviveu a ele foi Frédéric de Castillon.

## Obras
- Discours sur l’origine de l’inégalité parmi les hommes (Gegenrede zu le Discours de Jean-Jacques Rousseau), (1756)
- Vie d’Apollonius de Tyane, par Philostrate, (1774)
- les Académiques de Cicéron, (1779), 2 Volumes
- Observations sur le système de la nature. Decker, Berlim (1779)